# Over "Quartzer"
「Over "Quartzer"」（オーヴァー クォーツァー）は、Shuta Sueyoshi feat.ISSAのシングル。2019年1月23日にavex traxより発売された。

## 概要
表題曲はテレビ朝日系『仮面ライダージオウ』の主題歌に起用された。
2018年9月2日の放送開始に合わせて先行配信。

### 仕様
「通常盤」「DVD付通常盤」「数量限定生産盤」の3形態で発売。それぞれ2曲目以降が異なる。

## 制作
本作は末吉からのISSAへのオファーによりコラボレーションが実現した。末吉とISSAはこれまでイベントなどのバックステージで挨拶をしたりすることはあったがプライベートの交流はほとんどなく、2018年に開催された『a-nation』で出演が同じ日になった際にコラボレーションのオファーをしたという。

## チャート成績
- 2019年1月23日付のオリコン週間ランキングで週間2位にランクインした[5]。

## ミュージック・ビデオ
2018年12月16日に公開。監督は大野敏嗣 / HiRo。

## 収録曲
通常盤
1. Over "Quartzer"
作詞 - Shuta Sueyoshi、溝口貴紀 / 作曲 - MiNE、Atsushi Shimada/ 編曲 - Atsushi Shimada
2. Over "Quartzer"Piano ver.
3. "Quartzer" (Acoustic Guitar ver.)

DVD付通常盤(CD)
1. Over "Quartzer"
2. Over "Quartzer" (Instrumental)
3. Over "Quartzer" (Shuta Sueyoshi ver.)
4. Over "Quartzer" (ISSA ver.)

DVD付通常盤(DVD)
1. Over "Quartzer" (Music Video)
2. Over "Quartzer" (Lyric Video)
3. Special Movie 〜Behind scenes of cast recording〜

数量限定生産盤
1. Over "Quartzer"
2. Over "Quartzer" (TVOP ver.)